# 샌즈 (언더테일)
샌즈(영어: Sans)는 2015년 공개된 토비 폭스가 개발한 비디오 게임 《언더테일》의 등장인물이다. 샌즈는 코믹 릴리프의 역할인 동시에 플레이어가 모든 괴물들을 죽이는 몰살 루트의 최종 보스 역할이다. 난이도가 어렵고, 전투 테마곡은 메갈로바니아(Megalovania)이다. 원래는 "song that might play when you fight sans"라는 노래를 테마곡으로 넣으려 하였으나, 이후 메갈로바니아로 확정되었다. 샌즈의 이름은 코믹 샌즈 폰트를 기반으로 했으며 대부분의 게임 내 대화에 사용된다.(유일하게 2개의 글씨체를 사용하고 있다.)
샌즈는 언더테일의 스핀오프 작품인 《델타룬》에도 등장하였다. 《슈퍼 스매시브라더스 얼티밋》에서도 Mii 거너 캐릭터를 위한 맞춤형 스킨으로 나온다.

## 생김새와 역사
샌즈는 파란색 재킷, 흰색 줄무늬가 있는 검은 반바지를 입고 분홍색 슬리퍼를 신은 해골이다. 언더테일에서의 사건이 일어나기 전에 그는 동생 파피루스와 함께 알려지지 않은 곳에서 스노우딘의 정착지로 이사했었다. 파피루스는 왕실 경비대 보초로 고용되어 그의 형에게 인간을 잡기 위한 그의 탐구를 돕도록 강요했다.
언더테일에서 샌즈는 스노우딘에서 처음 등장하는데, 처음에는 플레이어와 악수를 하기 전에 뒤에서 플레이어에게 접근하는 실루엣으로 나타나 악수를 하며 방귀 쿠션을 터뜨린다. 그는 "인간 사냥에 미친 놈"이라고 묘사되는 파피루스와 달리 인간을 잡는 것에 관심이 없다는 것을 분명히 나타낸다. 플레이어가 파피루스에게서 숨는 것을 도운 후, 샌즈는 숲의 대부분에서 자신의 동생을 따라가면서 퍼즐에 대해 논평하고 심지어 단어 퍼즐을 도와주었는데, 파피루스에게 큰 실망감을 주었다.
게임이 진행됨에 따라 샌즈는 플레이어에게 튀긴 눈을 팔려고 시도하는 것과 같은 익살스러운 행동을 하면서 코믹한 안도의 정기적인 원천이 되고 있다.
나중에 게임에서 샌즈는 플레이어가 선택하면 레스토랑에서 식사를 하도록 초대한다. 그는 말장난을 하면서 스노우딘의 큰 문 뒤에서 말장난을 나누었던 여자와 어떻게 친구가 되었는지 설명했다. 그는 지하에 오는 인간을 죽이지 않겠다고 약속한 방법을 설명하고 그 약속을 하지 않았다면 플레이어는 그들이 서 있는 곳에서 죽었을 것이라고 말한다. 참고로 그 '여자'는 토리엘이다.

## 반응

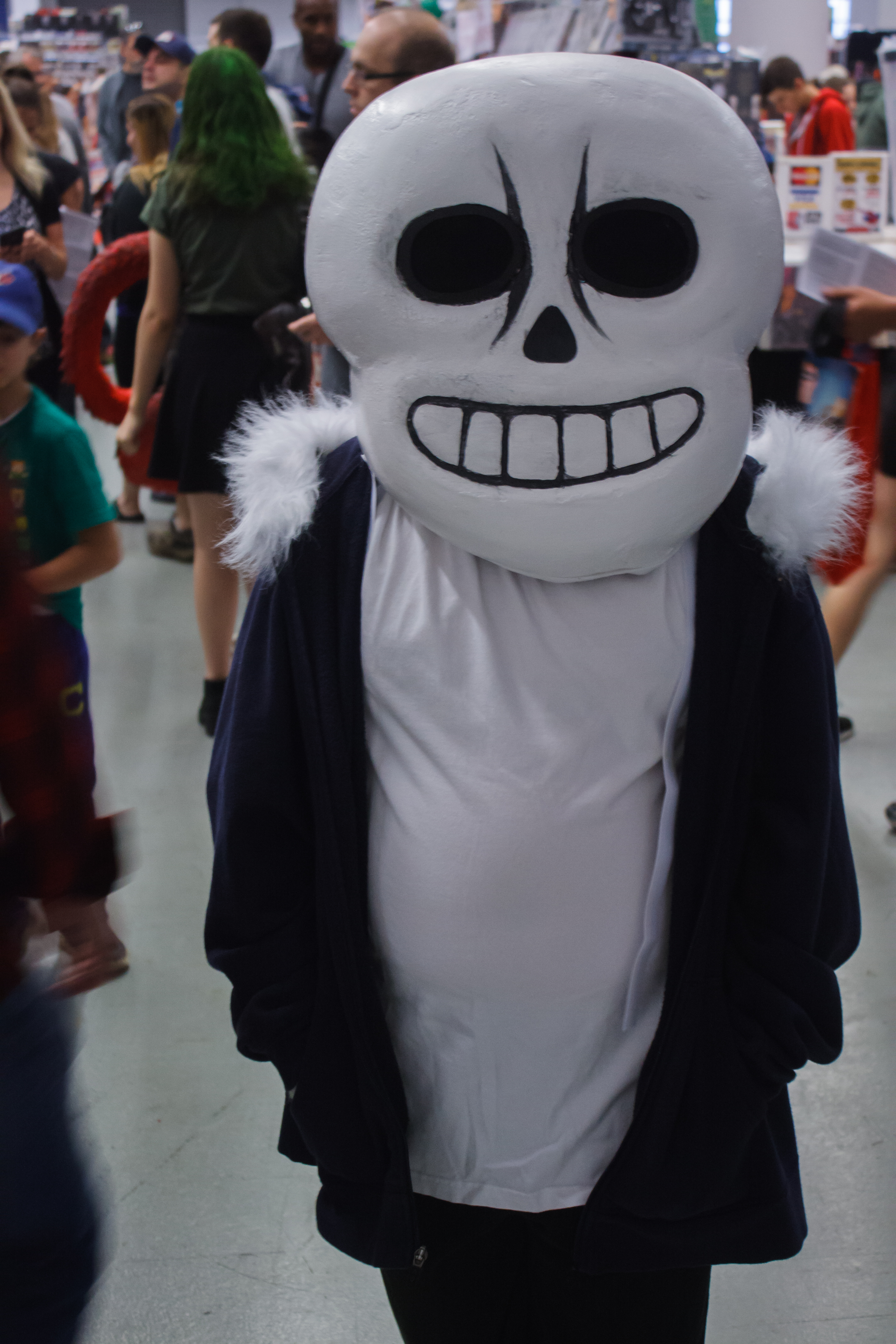
샌즈 코스프레

샌즈의 대사와 보스전은 비평가들에게 호평을 받았고, 여러 사용자 제작 모드 및 기타 유형의 프로젝트에 영감을 주었다.

### 인터넷 밈
《언더테일》이 저연령층에게 인기를 받게 되자 언더테일의 팬덤과 저연령층 이용자 및 샌즈를 풍자하는 밈인 '와! 샌즈!' 및 '언더테일 아시는구나!'가 파생되었다. 두 밈이 만들어진 후에 '와! 샌즈! 아시는구나!'라는 하나의 밈으로 통합되어 쓰이고 있다.

## 같이 보기
- 토비 폭스
- 언더테일
- 언더테일과 델타룬의 캐릭터
- 슈퍼 스매시브라더스 얼티밋
- 델타룬